# Reihenaltar
Als ein Reihenaltar wird ein Altarretabel bezeichnet, das eine ununterbrochene horizontale Reihe von Figuren oder Szenen zeigt. Meistens wird nur die Mitte des Reihenaltars, beispielsweise durch einen kreisrunden Kranz oder eine auffälligere Nische der Figuren, betont. Bei einem Flügelaltar, der als Reihenaltar gestaltet wurde, zeigen neben dem Schrein auch die Seitenflügel nur eine horizontale Ebene.
Ein Reihenaltar kann auf einer Predella aufliegen und mit einem Gesprenge ausgestattet sein, wie es beispielsweise bei dem Altenmedinger Altarretabel der Fall ist.

## Beispiele

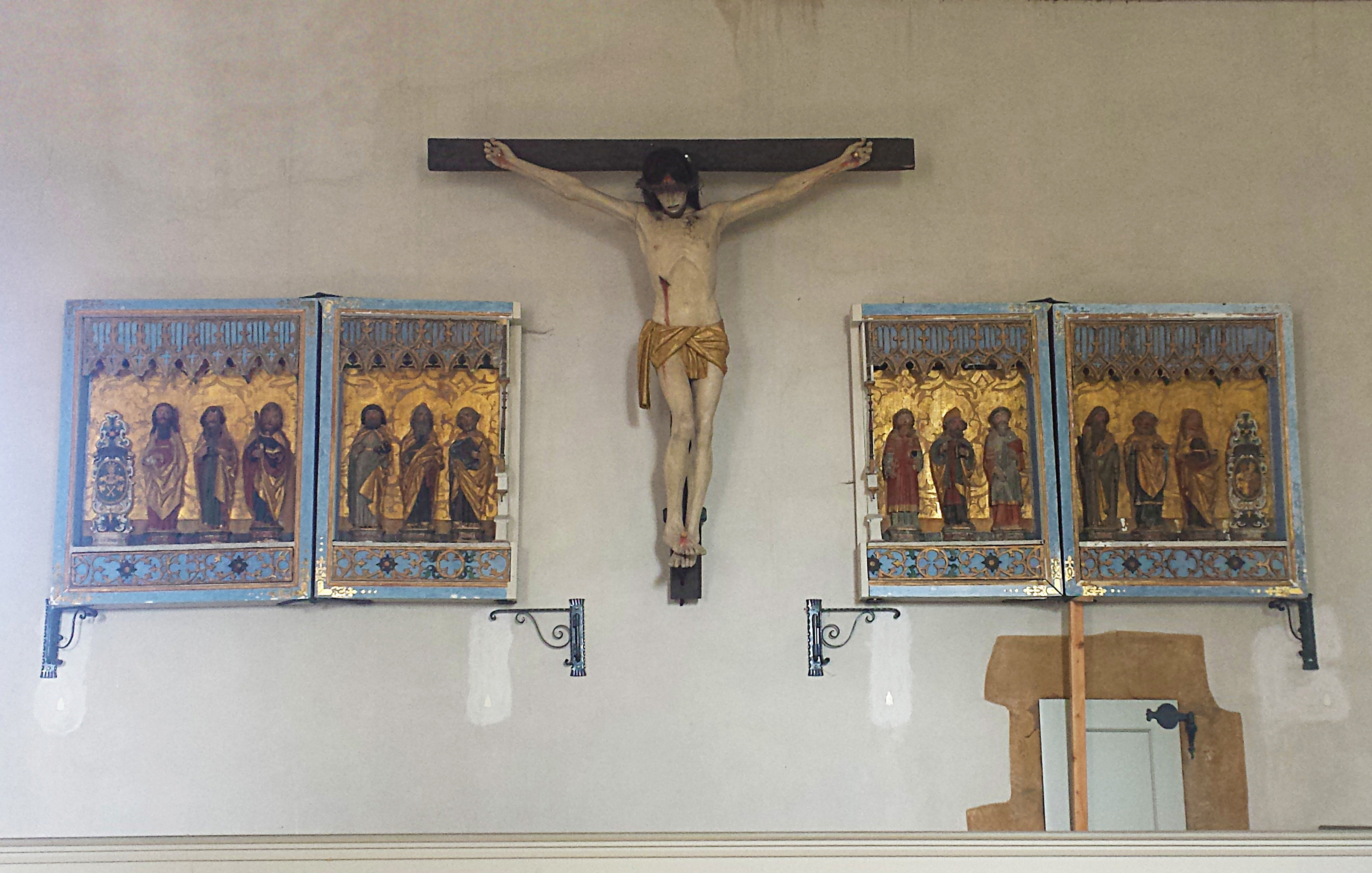
Nicht mehr vollständiges Retabel aus St. Laurentius, Gebesee
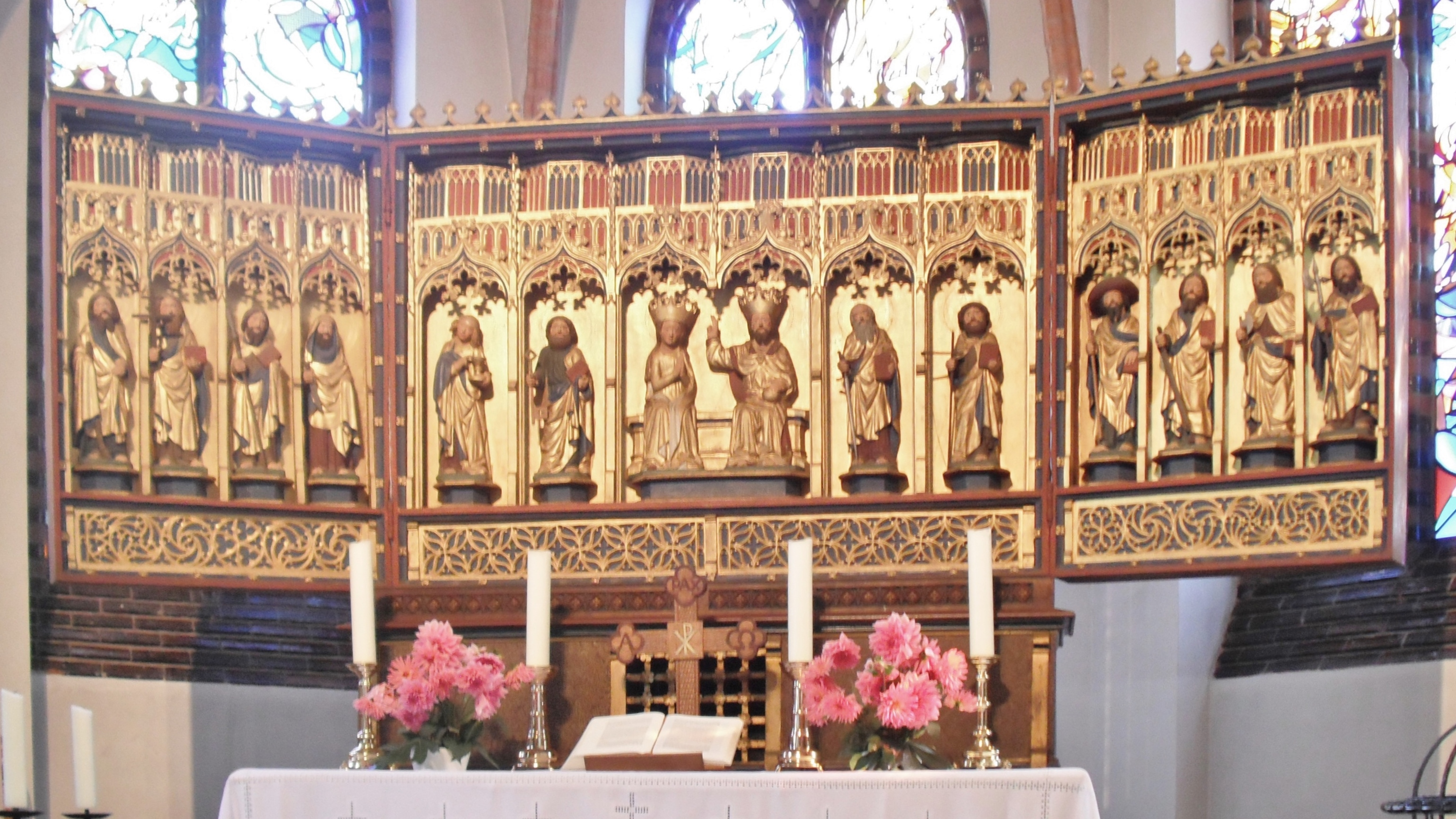
Retabel aus St. Peter und Paul, Betzendorf
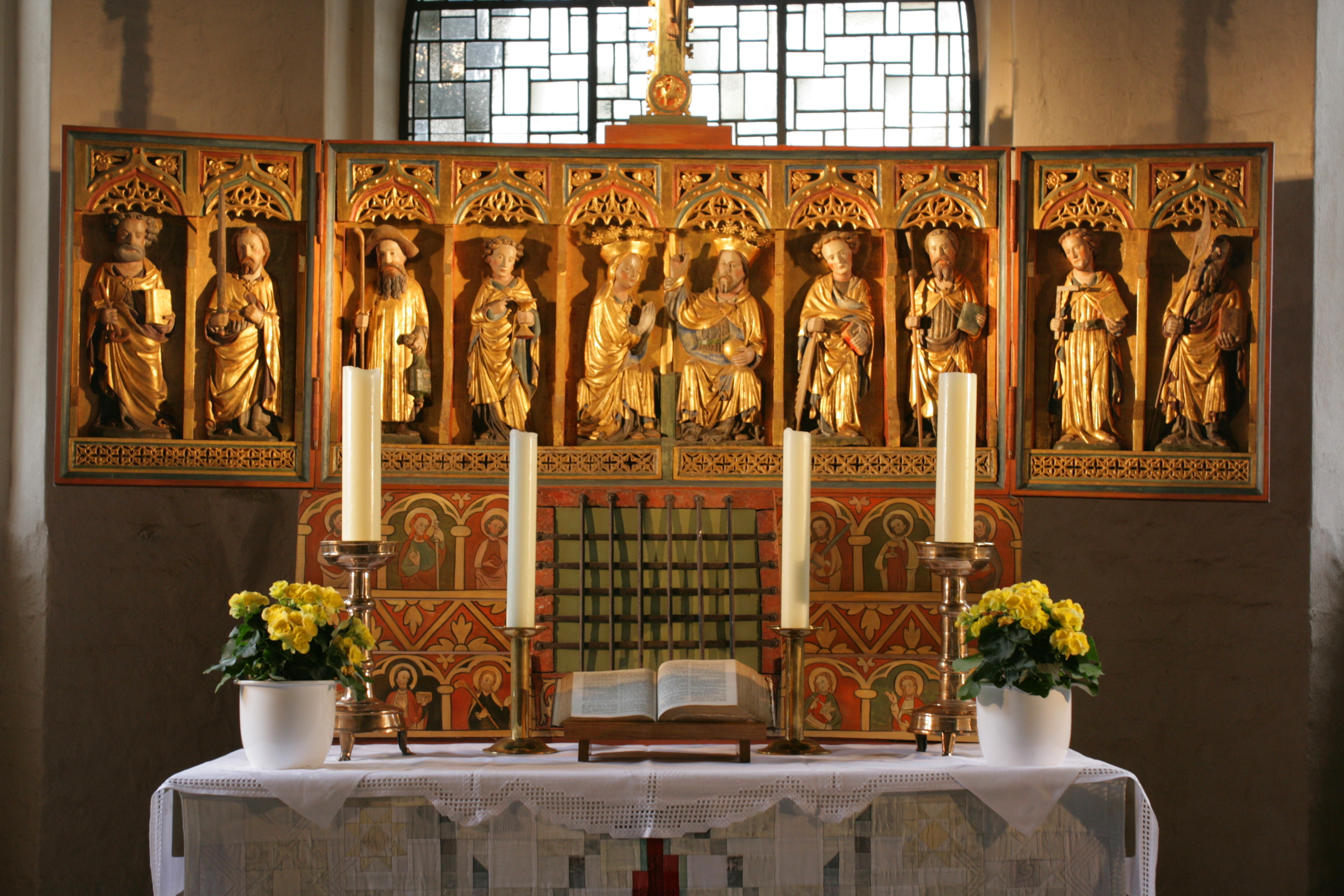
Retabel der St.-Marien-Kirche, Eimke
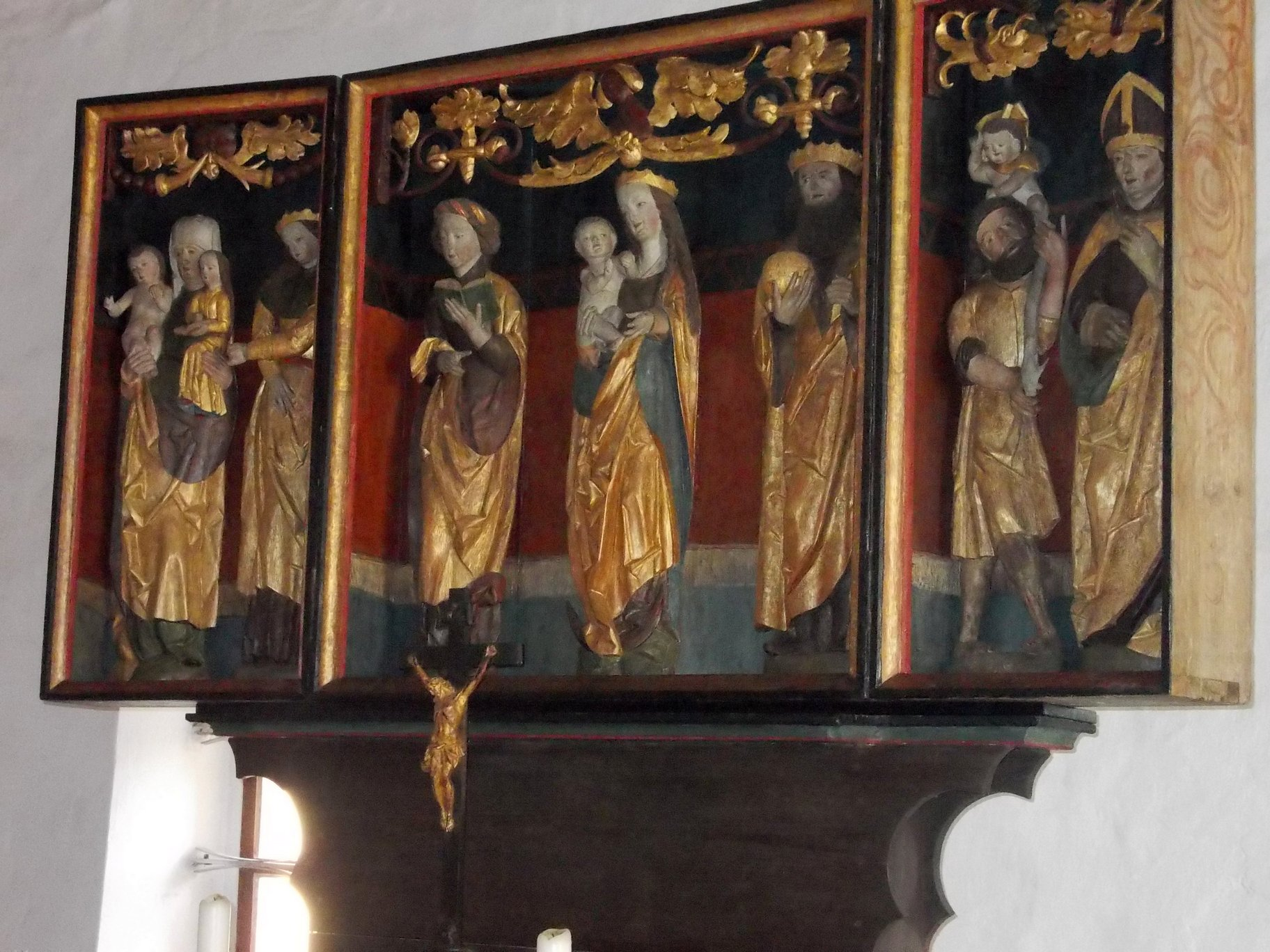
Retabel der Elbschifferkirche in Priesitz
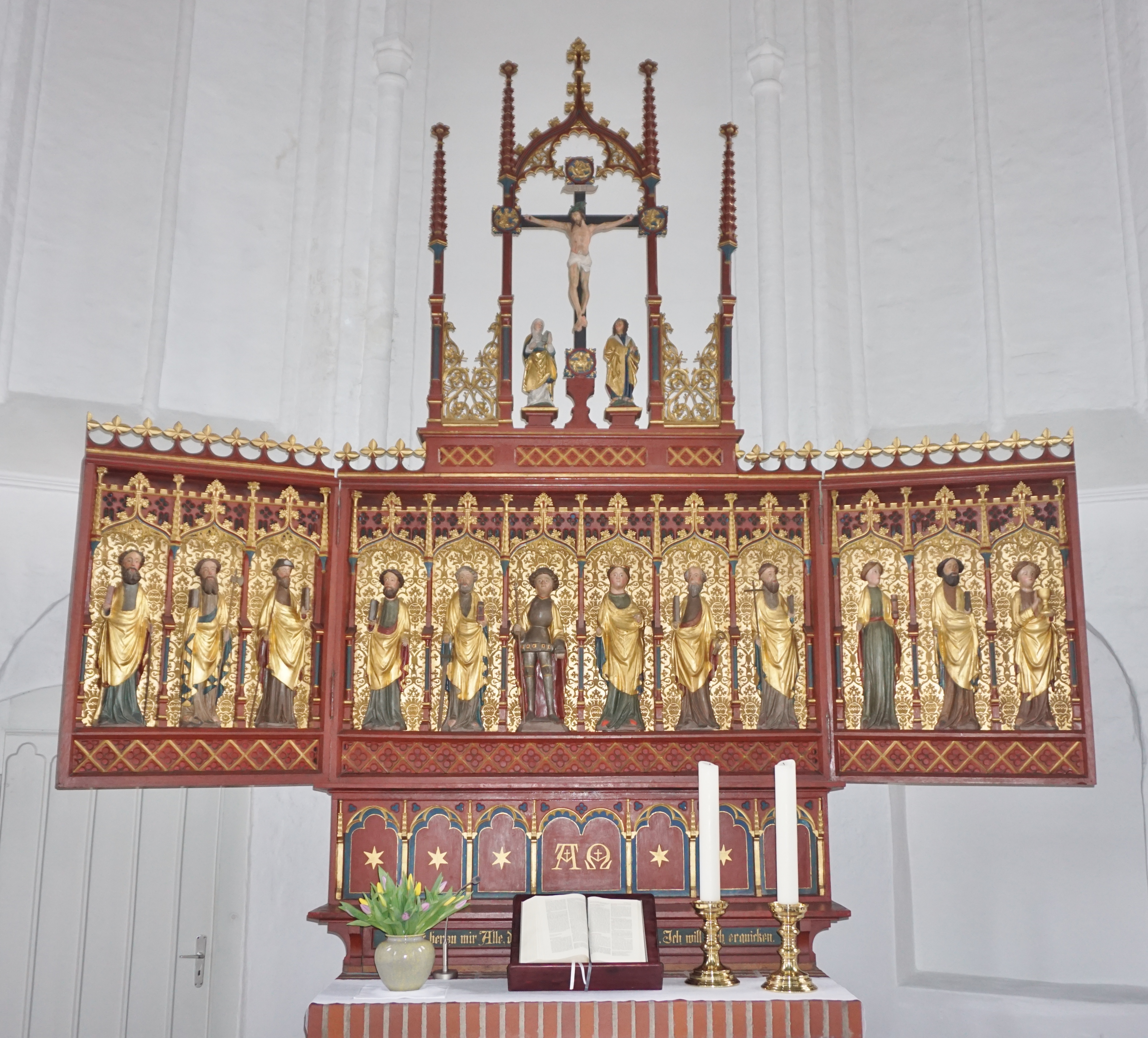
Altenmedinger Retabel, Altenmedingen
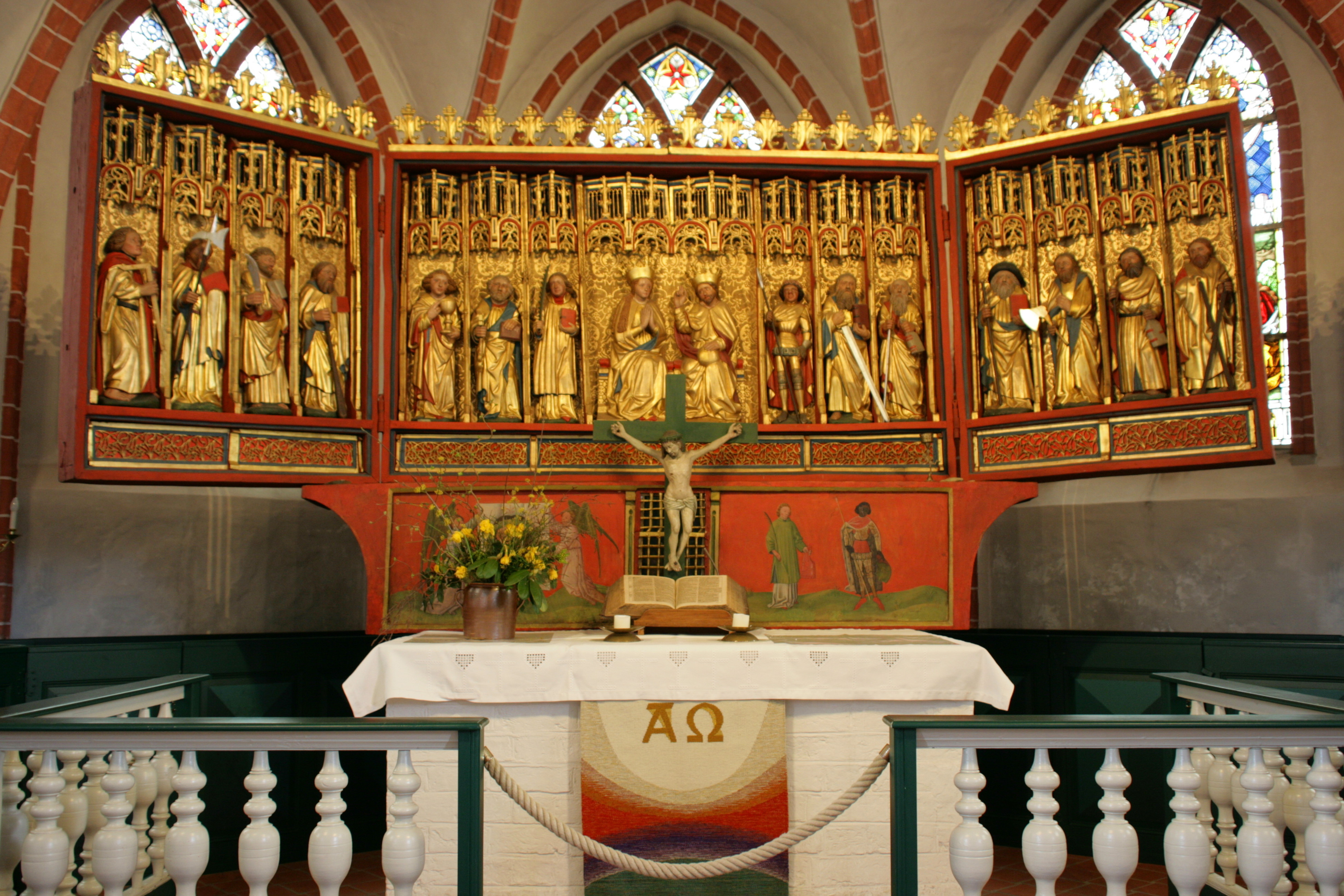
Retabel der St.-Jakobi-Kirche, Hanstedt